# Prosopocoilus mohnikei
Prosopocoilus mohnikei es una especie de coleóptero de la familia Lucanidae. Presenta las subespecies Prosopocoilus mohnikei mohnikei y Prosopocoilus mohnikei pseudospineus.

## Distribución geográfica
Habita en la Península de Malaca, Borneo, Sumatra y Java.